# James McMahon

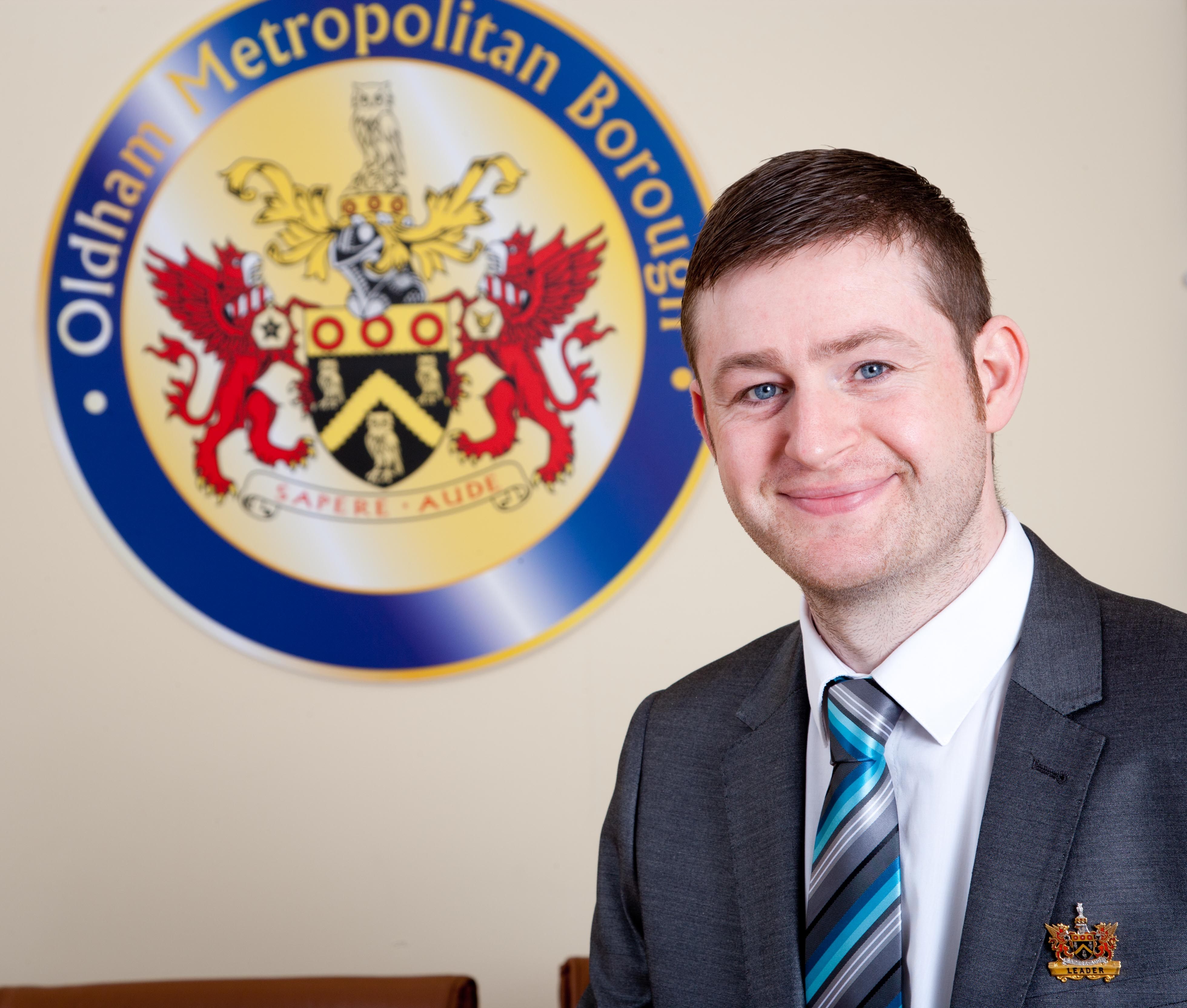
Jim McMahon OBE MP

James (Jim) McMahon, OBE, MP (* 7. Juli 1980, Manchester) ist ein britischer Politiker der Labour Party.
Seit 2011 leitet er den Gemeinderat des Metropolitan Borough of Oldham. Am 3. Dezember 2015 wurde McMahon für den Wahlkreis Oldham West and Royton ins House of Commons gewählt und wurde damit Nachfolger des verstorbenen Labour-Politikers Michael Meacher. McMahon konnte die Labour-Mehrheit im Vergleich zur Parlamentswahl 2015 ausbauen.